# Pseudomonadales
Pseudomonadales — порядок протеобактерій. Кілька представників ряду є опортуністичними патогенами, зокрема Pseudomonas, Moraxella і Acinetobacter, всі з яких можуть викликати пневмонію.